# Julia Wolfe
Julia Wolfe (* 18. prosince 1958) je americká hudební skladatelka. Hudbě se věnovala již během dospívání, nejprve hrála na kytaru, později různé perkuse flétnu i klavír. Studovala na Princetonské a Yaleově univerzitě a roku 1987 založila hudební festival Bang on a Can. Věnuje se skládání hudby pro orchestry, různá uskupení či sólové nástroje. Během své kariéry získala více hodnocení. V roce 2015 například za své dílo Anthracite Fields získala Pulitzerovu cenu.